# أحمد الحفناوي (رياضي)
أحمد أيوب الحفناوي سباح تونسي من مواليد مدينة المتلوي بولاية قفصة في 4 ديسمبر 2002. وهو ابن محمد الحفناوي لاعب منتخب تونس لكرة السلة السابق وابن أخ محرز الحفناوي لاعب قوى سابق. شارك في دورة الألعاب الأولمبية الصيفية 2020، حيث فاز بميدالية ذهبية في سباق 400 متر حرة للرجال وأنهى السباق في توقيت 3 دقائق و43.26 ثانية كأصغر سباح. وبذلك يُعتبر ثاني سباح تونسي يُحرز الميدالية الذهبية في السباحة بعد ذهبية أسامة الملولي في بكين سنة 2008 وهو خامس رياضي تونسي يفوز بميدالية ذهبية في الألعاب الأولمبية.
| أحمد الحفناوي (رياضي) | لا أستطيع تصديقه. إنه حلم وأصبح حقيقة. كان عظيما. كان أفضل سباق لي على الإطلاق. | أحمد الحفناوي (رياضي) |
| — أحمد الحفناوي       |                                                                                 |                       |

## اوسمة
تم تكريم الحفناوي من قبل الرئيس قيس سعيد سنة 2021 بعد احرازه الميدالية الذهبية في اولمبياد طوكيو 2020 من خلال منحه وسام الاستحقاق الرياضي من الصنف الأول.

## السيرة الذاتية
بدأ الحفناوي السباحة في سن السادسة عندما ألحقه والده بنادي الترجي الرياضي التونسي للسباحة. انضم إلى المنتخب التونسي للسباحة في سن الثانية عشرة. شارك في سباقات 200 متر و 400 متر و 800 متر سباحة حرة في دورة الألعاب الأولمبية الصيفية للشباب 2018 في بوينس آيرس، واحتل المركز الثامن في سباق 400 متر والسابع في سباق 800 متر.
محليا كان الحفناوي قد فاز عن نادي الترجي التونسي ببطولة تونس في سباقي 400 و800 متر سباحة حرة. وأفريقيا فاز بالميدالية البرونزية في سباق 400 متر سباحة حرة في الألعاب الأفريقية للشباب. كما فاز بميدالية فضية وثلاثة ميداليات برونزية في البطولة الأفريقية، تباعا في سباقات تتابع 200 متر سباحة حرة، و800 متر سباحة حرة، و1500 سباحة حرة وتتابع 100 سباحة حرة.
يدرس الحفناوي بالمعهد الرياضي «بيار دو كوبرتان» في العاصمة التونسية تحت إشراف المدربين سامي عاشور وجبران الطويلي.

## روابط خارجية
- أحمد حفناوي (رياضي) على موقع الاتحاد الدولي للسباحة (الإنجليزية)
- أحمد حفناوي (رياضي) على موقع SwimRankings.net (الإنجليزية)
- أحمد حفناوي (رياضي) على موقع اللجنة الأولمبية الدولية (الإنجليزية)
- أحمد حفناوي (رياضي) على موقع أوليمبيديا (الإنجليزية)